# Adelheid (voornaam)
Adelheid is een meisjesnaam. Het is een samenstelling van de Germaanse stamvormen adal en heid, wat respectievelijk "edel" en "soort/geslacht" betekent. Adelheid betekent dus zoiets als "van edele afkomst'".
De naam werd in de Middeleeuwen al veel gegeven. 

## Bekende naamdraagsters
- Adelheid Roosen, Nederlandse theatermaakster
- Adelheid Byttebier, Belgische politica